# Mattie (Italië)
Mattie is een gemeente in de Italiaanse provincie Turijn (regio Piëmont) en telt 710 inwoners (31-12-2004). De oppervlakte bedraagt 27,7 km², de bevolkingsdichtheid is 26 inwoners per km².

## Demografie
Mattie telt ongeveer 371 huishoudens. Het aantal inwoners steeg in de periode 1991-2001 met 6,0% volgens cijfers uit de tienjaarlijkse volkstellingen van ISTAT.
| Jaar | Inwoneraantal |
| ---- | ------------- |
| 1991 | 662           |
| 2001 | 702           |

## Geografie
Mattie grenst aan de volgende gemeenten: Bussoleno, Susa, Meana di Susa, Roure, Fenestrelle.
1. ↑  https://demo.istat.it/?l=it.